# Gervinho
Gervais Yao Kouassi, känd som Gervinho, född 27 maj 1987 i Anyama, är en ivoriansk fotbollsspelare.

## Klubbkarriär
Gervinho inledde sin professionella fotbollskarriär i den belgiska klubben Beveren 2005. Inför säsongen 2007–2008 flyttade han till Frankrike för spel i Le Mans. Efter 59 ligamatcher och 8 mål för klubben köptes han av Lille inför säsongen 2009–2010. 

### Lille
Under sin första säsong i Lille gjorde han 13 ligamål på 32 matcher vilket var ett personligt rekord. I sin andra säsong med klubben gjorde han 15 mål och 10 assist på 35 framträdande i ligan och var ett starkt bidragande till att Lille vann sin första ligatitel sedan säsongen 1953-54.

### Arsenal
Den 11 juli 2011 blev Gervinho officiellt klar för Arsenal FC, efter flera veckors förhandling mellan klubbarna, vilket bekräftades på Arsenals officiella hemsida. Övergångssumman tros vara £10,5 miljoner och ett kontraktet som sträcker sig fram till 2015. Han klarade den obligatoriska läkarundersökningen redan den 7 juli, men då han hade några saker att reda ut i Elfenbenskusten skickade Arsenal hem honom och lät övergången vänta.  Gervinho blev med övergången Arsenals andra sommarvärvning efter att Arsène Wenger tidigare värvat ynglingen Carl Jenkinson. Han presenterades som en Arsenal spelare den 18 juli på Arsenals officiella hemsida. Den 23 juli 2011 i en träningsmatch mot Köln gjorde Gervinho två mål efter 15 minuter av matchen i sin debut för Arsenal. Han blev utbytt efter 30 minuter (ingen skada) och ersattes av Ryo Miyaichi.  

## Landslagskarriär
Gervinho debuterade i Elfenbenskustens landslag i september 2007. Under sin landslagskarriär har han bland annat deltagit i två Afrikanska mästerskap (Afrikanska mästerskapen 2008 och Afrikanska mästerskapen 2010), en OS-turnering (OS 2008) och en VM-turnering (VM 2010).  Under OS 2008 var han även lagkapten.